# Patoki (osada leśna w województwie podlaskim)
Patoki – osada leśna w Polsce, położona w województwie podlaskim, w powiecie bielskim, w gminie Brańsk.
W latach 1975–1998 miejscowość położona była w województwie białostockim.